# ビリーブ 未来への大逆転
『ビリーブ 未来への大逆転』（ビリーブ みらいへのだいぎゃくてん、On the Basis of Sex）は2018年のアメリカ合衆国の伝記映画。監督はミミ・レダー、出演はフェリシティ・ジョーンズとアーミー・ハマーなど。のちにアメリカ合衆国最高裁判事となったルース・ベイダー・ギンズバーグが史上初の男女平等裁判に挑んだ実話をもとに描いている。

## ストーリー
ルース・ベイダー・ギンズバーグはハーバード大学の法科大学院の1回生であった。多忙な日々を送っていたルースだったが、夫のマーティンがガンを患ったため、夫の看病と娘の育児を一手に引き受けざるを得なくなった。
それから2年後、マーティンのガンは寛解し、ニューヨークの法律事務所で働き始めた。ルースはコロンビア大学の単位を以てハーバードの学位を得る許可を求めたが、学部長に却下されたため、やむなくコロンビア大学に移籍することになった。ルースは同大学を首席で卒業したにも拘わらず、法律事務所での職を得ることが出来なかった。ルースが女性であったためである。やむなく、ルースは学術の道に進むことになり、教職を得たラトガース大学で法律と性差別に関する講義を行った。
1970年のある日、マーティンが持ち込んできた案件の一つがルースの関心を引いた。その案件はチャールズ・モリッツという名前の男性に関するものだった。モリッツは働きながら母親を介護するために、看護師を雇うことにしたのだが、未婚の男性であるという理由でその分の所得控除が受けられない状態にあったのである。その根拠となる法律の条文には「介護に関する所得控除は、女性、妻と死別した男性、離婚した男性、妻が障害を抱えている男性、妻が入院している男性に限られる」とあった。ルースは法律の中に潜む性差別を是正する機会を窺っていたが、モリッツの一件はその第一歩に最適だと思った。「法律における男性の性差別が是正されたという前例ができれば、法律における女性の性差別の是正を目指す際に大きな助けとなるに違いない。また、高等裁判所の裁判官は男性ばかりだから、男性の性差別の方が共感しやすいはずだ」と考えたからである。
ルースはアメリカ自由人権協会（ACLU）のメル・ウルフの助力を仰いだが、にべもなく断られてしまった。その後、ルースは公民権運動家のドロシー・ケニヨンに会いに行き、必死の説得の末に協力を取り付けることができた。ケニヨンの口添えで、ウルフも協力してくれることになった。それから、ルースはデンバーにいるモリッツの元を訪ねた。モリッツは訴訟を渋ったが、ルースの熱意に心を打たれ、地元の行政府を訴えることにした。
ほどなくして、ルースとウルフは第10巡回区控訴裁判所に訴訟を提起した。ところが、ルースには法曹の実務経験がなかったため、口頭弁論でしどろもどろになってしまった。そこで、ルースは法廷経験のある夫、マーティンの力を借りることにした。

## キャスト
- ルース・ベイダー・ギンズバーグ: フェリシティ・ジョーンズ - ユダヤ系の女性弁護士で大学教授。
- マーティン・D・ギンズバーグ（英語版）: アーミー・ハマー - ルースの夫。税法専門の弁護士。
- メル・ウルフ: ジャスティン・セロー - アメリカ自由人権協会（ACLU）のメンバー。ルースの旧友。
- ドロシー・ケニヨン: キャシー・ベイツ - ベテランの女性弁護士で活動家。
- アーウィン・グリスウォルド（英語版）: サム・ウォーターストン - ハーバード・ロー・スクールの学長。のちに訟務長官に。
- ジェーン・ギンズバーグ（英語版）: ケイリー・スピーニー - ルースとマーティンの娘。
- ジェームズ・スティーヴン・ギンズバーグ（英語版）: カラム・ショーニカー - ルースとマーティンの息子。ジェーンの弟。
- ジェームズ・ボザース: ジャック・レイナー - 司法省の若手弁護士。
- ブラウン教授: スティーヴン・ルート
- ルース・ベイダー・ギンズバーグ: 本人

## 製作
ダニエル・スティープルマンが執筆した本作の脚本は2014年にブラックリスト入りを果たしていた。2017年7月18日、同脚本の映画化に際してミミ・レダーが監督に起用され、フェリシティ・ジョーンズが出演するとの報道があった。レダー監督はナタリー・ポートマンを主演に起用する意向だったが、それが叶わなかったためにジョーンズを起用することになった。9月7日、アーミー・ハマーの出演が決まったと報じられた。10月2日、ジャスティン・セローとキャシー・ベイツがキャスト入りした。2018年4月17日、ルース・ベイダー・ギンズバーグ本人が本作にカメオ出演したことが明かされた。

## サウンドトラック
2018年12月14日、本作のサウンドトラックが発売された。それに先立つ9月21日、ケシャが歌う「Here Comes the Change」がシングルカットされた。

## 公開・マーケティング
当初、本作は2018年11月9日に全米公開される予定だったが、後に公開日は同年12月25日に延期された。
2018年11月8日、本作はAFI映画祭でプレミア上映された。
2018年7月16日、本作のファースト・トレイラーが公開された。そのトレイラーの中で、ジョーンズ演じるギンズバーグが「合衆国憲法にFreedom（自由）という単語はない」と語るシーンがあった。ところが、Freedomは修正第1条の条文に存在していた。後日、スティープルマンはその誤りを認めた。11月13日、本作のセカンド・トレイラーが公開された。

## 興行収入
2018年12月25日、本作は全米33館で限定公開され、公開初週末に68万6355ドル（1館当たり2万799ドル）を稼ぎ出し、週末興行収入ランキング初登場22位となった。2019年1月11日、本作の公開規模が全米1923館にまで拡大され、週末に607万ドルを稼ぎ出し、週末興行収入ランキング8位となった。

## 評価
本作は批評家から好意的に評価されている。映画批評集積サイトのRotten Tomatoesには36件のレビューがあり、批評家支持率は75%、平均点は10点満点で6.3点となっている。サイト側による批評家の見解の要約は「『ビリーブ 未来への大逆転』は題材となった実話のように傑出していない。しかし、ギンズバーグ判事の輝かしい人生はそれ自体が見事なものであり、それを映像化した同作はインスピレーションに満ちたものとなっている。また、演技も上質である。」となっている。また、Metacriticには13件のレビューがあり、加重平均値は60/100となっている。なお、本作のCinemaScoreはAとなっている。